# Corentin Le Clezio
 (août 2023).
Si vous disposez d'ouvrages ou d'articles de référence ou si vous connaissez des sites web de qualité traitant du thème abordé ici, merci de compléter l'article en donnant les références utiles à sa vérifiabilité et en les liant à la section « Notes et références ».
Corentin Le Clezio (né le 24 septembre 1999) est un athlète français, spécialiste du 800 mètres. 

## Biographie
Originaire de la région de Beauvais et ancien handballeur, Le Clezio commence l'athlétisme en 2015 et rejoint le club de Cergy-Pontoise en 2017. Il poursuit des études d'éco-gestion à l'ILEPS. 
En février 2023, il décroche sa première médaille nationale, lors des championnats de France en salle d'Aubière, en terminant 3e du 800 mètres. 
Il connait une progression fulgurante lors de la saison estivale 2023 en abaissant son record personnel de près de 3 secondes. Le Clezio passe ainsi de 1 min 48 s 25 à 1 min 45 s 61. Ses bons résultats lui permettent d'être sélectionné pour représenter la France à l'Universiade d'été de Chengdu. Il termine 2d de cette compétition, derrière le polonais Maciej Wyderka. 
Lors des championnats de France Elites organisés le 2 août 2025 à Talence (Gironde), il devient vice-champion de France du 800 mètres en 1'45''84, derrière Yanis Méziane (1'45''24). 

## Palmarès
| 2025 | Championnats de France          | Talence | 2e | 800 m | 1 min 45 s 84\|- | 2024 | Championnats de France | Angers | 3e | 800 m | 1 min 45 s 23 |
| 2024 | Championnats de France en salle | Miramas | 2e | 800 m | 1 min 51 s 46    |      |                        |        |    |       |               |
| 2023 | Championnats de France en salle | Aubière | 3e | 800 m | 1 min 49 s 42    |      |                        |        |    |       |               |

| Date | Compétition | Lieu    | Résultat | Épreuve | Temps         |
| ---- | ----------- | ------- | -------- | ------- | ------------- |
| 2023 | Universiade | Chengdu | 2e       | 800 m   | 1 min 49 s 17 |

## Records
| Épreuve    | Épreuve   | Marque        | Lieu     | Date           |
| ---------- | --------- | ------------- | -------- | -------------- |
| 800 mètres | Plein air | 1 min 44 s 25 | Autriche | 22 juin 2024   |
| 800 mètres | Salle     | 1 min 46 s 71 | Lyon     | 2 février 2025 |